# 霧狀層
霧狀層（Nepheloid layer）是深海中一层含大量悬浮物的海水。该层中的悬浮颗粒可来自上层海水或從海底被剥离出的沉积物。其厚度取决于海底流的速度，颗粒的悬浮是因爲颗粒的重力沉降和水流湍流之间達到平衡，颗粒就會悬浮。